# Grotta di Seiano

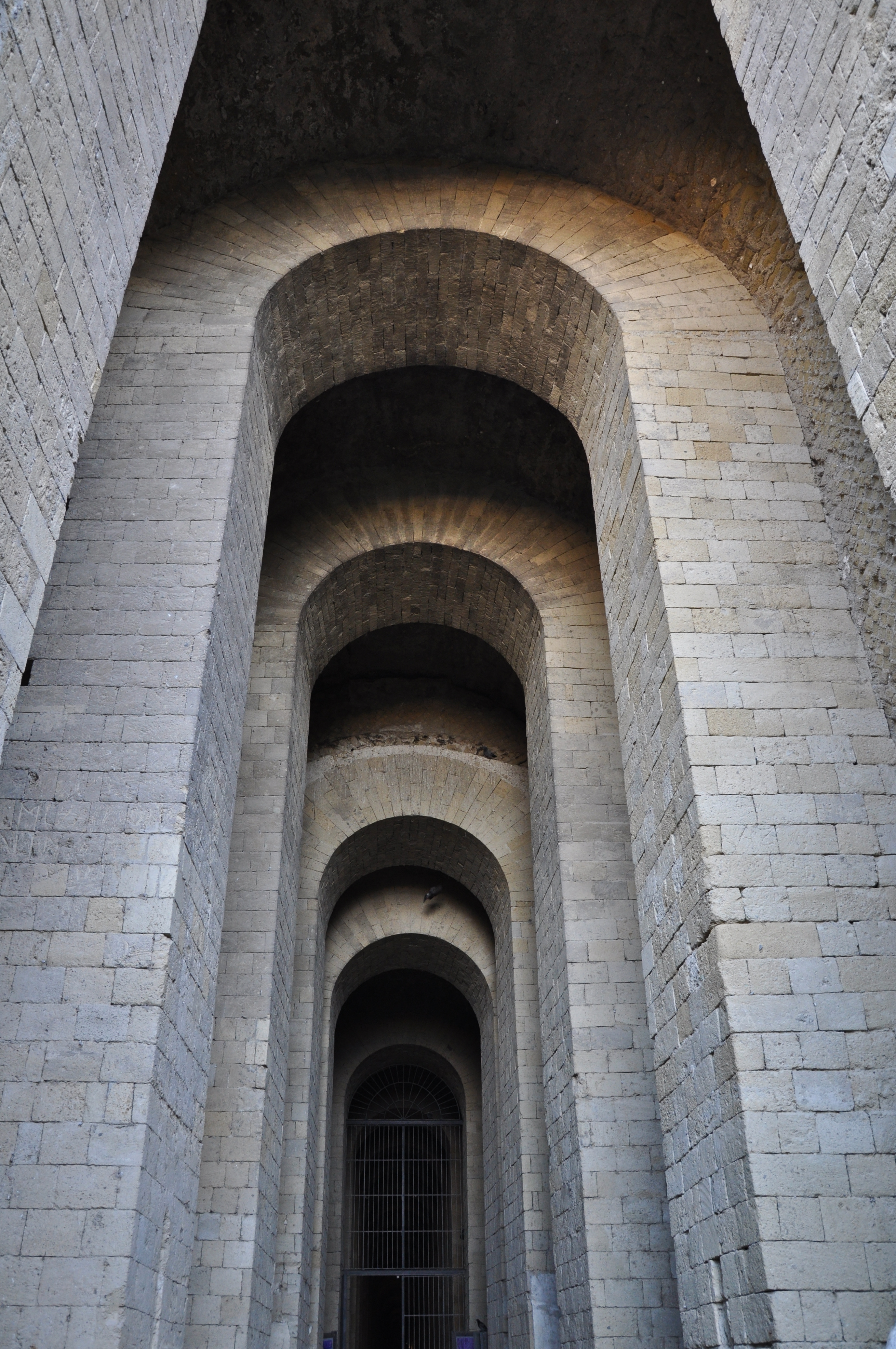
Ein Eingang des Tunnels in der Discesa di Coroglio

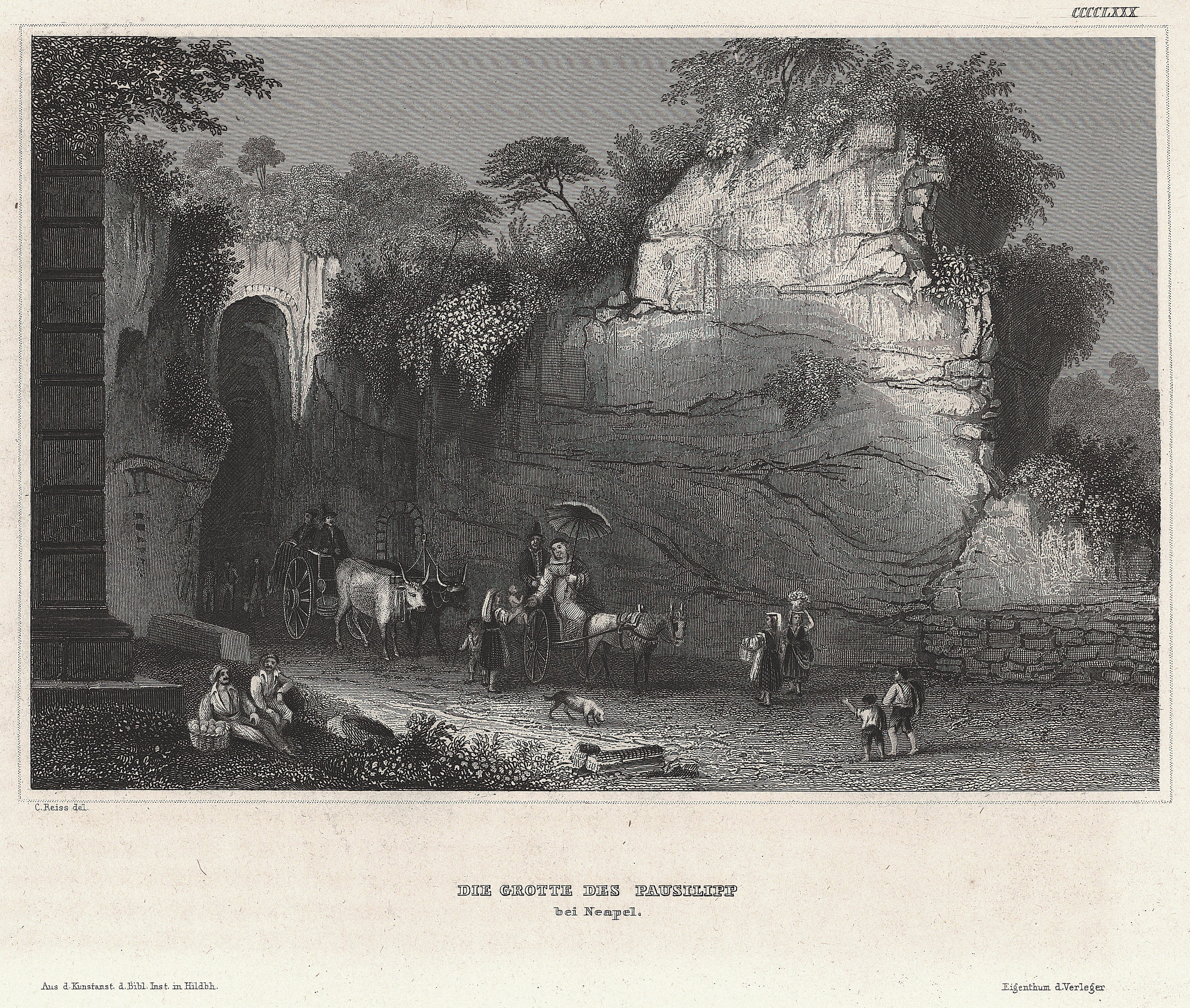
Tunnelbenutzung in den 1840er Jahren

Die Grotta di Seiano ist ein Tunnel in der Stadt Neapel.
Der von den Römern erbaute Tunnel ist etwa 770 Meter lang, verläuft unter dem Hügel Posillipo und verbindet den Stadtteil Bagnoli mit westlich des Posillipo gelegenen Teilen der Stadt. Er ist heute noch begehbar und hat seinen Namen von Lucius Aelius Seianus. Der Tunnel geht auf den Architekten Lucius Cocceius Auctus zurück und verband die Villa des Publius Vedius Pollio in Neapel mit Pozzuoli.